# Мапуто
Мапуто (порт. Maputo) познат као Лоренсо Маркеш до 1976. године, главни је и највећи град Мозамбика са 1.114.000 становника (урбана зона 1.691.000). Метрополитанска област укључује град Матолу и има укупно 2.717.437 становника. Мапуто је лучки град са привредом усредсређеном на трговину. Такође је познат по својој културној сцени и препознатљивој, еклектичној архитектури. Налази се на западној страни залива Мапуто код ушћа реке Тембе. 
Залив Мапуто је открио Португалац Антонио де Кампо, али први који га је истражио је Лоренсо Маркеш 1544. Село које је живело од трговине слоновачом је постало град 1876. под именом Лоренсо Маркеш у част морепловца. Изградња железничке пруге између Лоренсо Маркеша и Преторије у Јужноафричкој Републици 1895. довела је до повећања броја становника. 1898. Лоренсо Маркеш је постао главни град португалске источне Африке и остао је када је Мозамбик стекао независност 1975. Фебруара 1976. име града је промењено у Мапуто по истоименој реци која се улива у јужном делу залива.
Мапуто има бројне знаменитости, укључујући Трг независности, градску скупштину, тврђаву Мапуто, Централну пијацу, вртове Тундуру и Железничку станицу Мапуто. Мапуто је познат као естетски атрактиван, иако оронуо град. Са широким авенијама дуж којих се пружају дрвореди жакаранде и акације, стекао је надимке Град акација и Бисер Индијског океана. Град је познат по својој изразитој, еклектичној архитектури, са португалским колонијалним неокласичним и мануелским стиловима уз модерне ар деко, Баухаусове и бруталистичке зграде. Историјски округ Бајкса де Мапуто је центар града. Мапуто има живахну културну сцену, са многим ресторанима, музичким и извођачким догађањима, и локалном филмском индустријом. Економија Мапута усредсређена је на његову луку, кроз коју се превози већи део увоза и извоза Мозамбика.

## Географија

### Клима
| Клима Мапута (39 m), Мозамбик (1961–1990)            | Клима Мапута (39 m), Мозамбик (1961–1990) | Клима Мапута (39 m), Мозамбик (1961–1990) | Клима Мапута (39 m), Мозамбик (1961–1990) | Клима Мапута (39 m), Мозамбик (1961–1990) | Клима Мапута (39 m), Мозамбик (1961–1990) | Клима Мапута (39 m), Мозамбик (1961–1990) | Клима Мапута (39 m), Мозамбик (1961–1990) | Клима Мапута (39 m), Мозамбик (1961–1990) | Клима Мапута (39 m), Мозамбик (1961–1990) | Клима Мапута (39 m), Мозамбик (1961–1990) | Клима Мапута (39 m), Мозамбик (1961–1990) | Клима Мапута (39 m), Мозамбик (1961–1990) | Клима Мапута (39 m), Мозамбик (1961–1990) |
| Показатељ \ Месец                                    | .Јан.                                     | .Феб.                                     | .Мар.                                     | .Апр.                                     | .Мај.                                     | .Јун.                                     | .Јул.                                     | .Авг.                                     | .Сеп.                                     | .Окт.                                     | .Нов.                                     | .Дец.                                     | .Год.                                     |
| ---------------------------------------------------- | ----------------------------------------- | ----------------------------------------- | ----------------------------------------- | ----------------------------------------- | ----------------------------------------- | ----------------------------------------- | ----------------------------------------- | ----------------------------------------- | ----------------------------------------- | ----------------------------------------- | ----------------------------------------- | ----------------------------------------- | ----------------------------------------- |
| Максимум, °C (°F)                                    | 29,9 (85,8)                               | 29,6 (85,3)                               | 29,3 (84,7)                               | 27,8 (82)                                 | 26,4 (79,5)                               | 24,6 (76,3)                               | 24,4 (75,9)                               | 25,3 (77,5)                               | 26,1 (79)                                 | 26,5 (79,7)                               | 27,4 (81,3)                               | 29,1 (84,4)                               | 27,2 (81)                                 |
| Просек, °C (°F)                                      | 26,3 (79,3)                               | 26,2 (79,2)                               | 25,6 (78,1)                               | 23,5 (74,3)                               | 21,4 (70,5)                               | 18,9 (66)                                 | 18,8 (65,8)                               | 20,0 (68)                                 | 21,5 (70,7)                               | 22,4 (72,3)                               | 23,8 (74,8)                               | 25,5 (77,9)                               | 22,8 (73)                                 |
| Минимум, °C (°F)                                     | 22,3 (72,1)                               | 22,3 (72,1)                               | 21,5 (70,7)                               | 19,4 (66,9)                               | 16,9 (62,4)                               | 14,4 (57,9)                               | 14,2 (57,6)                               | 15,4 (59,7)                               | 17,2 (63)                                 | 18,3 (64,9)                               | 19,7 (67,5)                               | 21,4 (70,5)                               | 18,6 (65,5)                               |
| Количина падавина, mm (in)                           | 171,1 (6,736)                             | 130,5 (5,138)                             | 105,6 (4,157)                             | 56,5 (2,224)                              | 31,9 (1,256)                              | 17,6 (0,693)                              | 19,6 (0,772)                              | 15,0 (0,591)                              | 44,4 (1,748)                              | 54,7 (2,154)                              | 81,7 (3,217)                              | 85,0 (3,346)                              | 813,6 (32,032)                            |
| Дани са падавинама (≥ 1.0 mm)                        | 8,1                                       | 7,6                                       | 7,0                                       | 4,4                                       | 2,8                                       | 2,4                                       | 1,8                                       | 2,2                                       | 3,2                                       | 5,5                                       | 7,9                                       | 7,5                                       | 60,4                                      |
| Релативна влажност, %                                | 76                                        | 76                                        | 77                                        | 76                                        | 74                                        | 73                                        | 72                                        | 71                                        | 73                                        | 75                                        | 75                                        | 74                                        | 74,3                                      |
| Сунчани сати — месечни просек                        | 223                                       | 210                                       | 225                                       | 229                                       | 253                                       | 246                                       | 256                                       | 252                                       | 228                                       | 210                                       | 198                                       | 220                                       | 2.750                                     |
| Извор #1: Deutscher Wetterdienst                     |                                           |                                           |                                           |                                           |                                           |                                           |                                           |                                           |                                           |                                           |                                           |                                           |                                           |
| Извор #2: Danish Meteorological Institute (sun only) |                                           |                                           |                                           |                                           |                                           |                                           |                                           |                                           |                                           |                                           |                                           |                                           |                                           |

Смјештен на Индијском океану, Мапуто је посебно рањив на климатске утицаје попут циклона, поплава и пораста нивоа мора. Сиромаштво и неједнакост, који су концентрисани у пренасељеним четвртима, додатно погоршавају рањивост на климатске промене у граду.

## Становништво
| Година       |
| Становништво |
| ------------ |

## Партнерски градови
- Анкара[14]
- Бразилија
- Лагос
- Лисабон[15]
- Луанда
- Рио де Жанеиро[16]
- Гваруљос[17]
- Шангај
- Лихтенберг
- Дурбан[18]
- Кејптаун[19]
- Макао
- Округ Чарлс[20]
- Ченгду[21]
- Порт Луј[22]